# Le Pin (Isère)
Le Pin era un comune francese di 1 267 abitanti situato nel dipartimento dell'Isère della regione dell'Alvernia-Rodano-Alpi. Dal 1º gennaio 2017 è unito a Paladru per formare il nuovo comune di Villages du Lac de Paladru.

## Società

### Evoluzione demografica
Abitanti censiti